# NGC 4955
NGC 4955 este o galaxie eliptică situată în constelația Hidra. A fost descoperită în 30 martie 1835 de către John Herschel. Se află la o distanță de 45,29 de megaparseci de Pământ.